# Farø
Farø est une île de 
l'aire maritime Cattégat, Øresund et Belts située plus précisément dans le détroit de Storstrøm entre les îles de Seeland et de Falster, au Danemark.
Le pont de Farø (en danois : Farøbroerne) y passe et relie les îles de Seeland et de Falster.
L'île de Farø est aussi connectée aux îles de Bogø et de Møn par la route.